# Auburn (Indiana)
Auburn è una city degli Stati Uniti d'America, capoluogo della contea di DeKalb, nello Stato dell'Indiana.
Al censimento del 2010, la città contava 12 731 abitanti.